# Felix Ogbuke
Felix Onyedika Ogbuke, né le 18 septembre 1985 à Enugu, est un footballeur nigérian. Il occupe actuellement le poste de milieu de terrain au QNK Quảng Nam, club de première division vietnamienne.
Il a été élevé dans la même famille que Chinedu Obasi Ogbuke.

## Biographie
En début d'année 2011, il est prêté pour six mois au Legia Varsovie, club polonais de première division. Mais il est peu utilisé par l'entraîneur Maciej Skorża, qui préfère le lancer en fin de match et choisit de titulariser le Portugais Manú à son poste. Le 3 mai, il assiste des tribunes au sacre de son équipe en Coupe de Pologne. Après avoir joué huit matches avec le Legia, Ogbuke rentre à Chypre car non conservé par les dirigeants polonais.

## Palmarès
- Vainqueur de la Coupe d'Israël : 2006, 2007